# Nepal op de Olympische Zomerspelen 2004
Nepal nam deel aan de Olympische Zomerspelen 2004 in Athene, Griekenland. Net als tijdens alle eerdere edities werd geen medaille gewonnen.

## Deelnemers en resultaten

### Atletiek
| Olympiër                  | Discipline | Resultaat | Prestatie                      |
| ------------------------- | ---------- | --------- | ------------------------------ |
| Rajendra Bahadur Bhandari | 5000m (m)  | 34e       | serie 2: 18de in 14.04,89 (NR) |
|                           |            |           |                                |
| Kanchi Maya Koju          | 1500m (v)  | 41e       | serie 2: 15de in 4.38,17       |

### Schietsport
| Olympiër      | Discipline          | Resultaat | Prestatie                                              |
| ------------- | ------------------- | --------- | ------------------------------------------------------ |
| Tika Shrestha | 10m luchtgeweer (m) | 34e       | kwalificatie: 46ste met 579 punten (97-94-96-95-98-99) |

### Taekwondo
| Olympiër       | Discipline | Resultaat | Prestatie                                                        |
| -------------- | ---------- | --------- | ---------------------------------------------------------------- |
| Sangina Baidya | -49kg (v)  | 7e        | voorronde: V van TPE Chen: 0-4 herkansingen: V van COL Mora: 1-6 |

### Zwemmen
| Olympiër       | Discipline          | Resultaat | Prestatie               |
| -------------- | ------------------- | --------- | ----------------------- |
| Alice Shrestha | 100m schoolslag (m) | 59e       | serie 1: 4de in 1.12,25 |
|                |                     |           |                         |
| Nayana Shakya  | 100m schoolslag (v) | 47e       | serie 1: 7de in 1.32,92 |

Afghanistan · Albanië · Algerije · Amerikaanse Maagdeneilanden · Amerikaans-Samoa · Andorra · Angola · Antigua en Barbuda · Argentinië · Armenië · Aruba · Australië · Azerbeidzjan · Bahama's · Bahrein · Bangladesh · Barbados · België · Belize · Benin · Bermuda · Bhutan · Bolivia · Bosnië en Herzegovina · Botswana · Brazilië · Britse Maagdeneilanden · Brunei · Bulgarije · Burkina Faso · Burundi · Cambodja · Canada · Centraal-Afrikaanse Republiek · Chili · China · Chinees Taipei · Colombia · Comoren · Congo-Brazzaville · Congo-Kinshasa · Cookeilanden · Costa Rica · Cuba · Cyprus · Denemarken · Djibouti · Dominica · Dominicaanse Republiek · Duitsland · Ecuador · Egypte · El Salvador · Equatoriaal-Guinea · Eritrea · Estland · Ethiopië · Fiji · Filipijnen · Finland · Frankrijk · Gabon · Gambia · Georgië · Ghana · Grenada · Griekenland · Groot-Brittannië · Guam · Guatemala · Guinee · Guinee‑Bissau · Guyana · Haïti · Honduras · Hongarije · Hongkong · Ierland · IJsland · India · Indonesië · Irak · Iran · Israël · Italië · Ivoorkust · Jamaica · Japan · Jemen · Jordanië · Kaaimaneilanden · Kaapverdië · Kameroen · Kazachstan · Kenia · Kirgizië · Kiribati · Koeweit · Kroatië · Laos · Lesotho · Letland · Libanon · Liberia · Libië · Liechtenstein · Litouwen · Luxemburg · Macedonië · Madagaskar · Malawi · Malediven · Maleisië · Mali · Malta · Marokko · Mauritanië · Mauritius · Mexico · Micronesië · Moldavië · Monaco · Mongolië · Mozambique · Myanmar · Namibië · Nauru · Nederland · Nederlandse Antillen · Nepal · Nicaragua · Nieuw-Zeeland · Niger · Nigeria · Noord-Korea · Noorwegen · Oeganda · Oekraïne · Oezbekistan · Oman · Oostenrijk · Oost‑Timor · Pakistan · Palau · Palestina · Panama · Papoea-Nieuw-Guinea · Paraguay · Peru · Polen · Portugal · Puerto Rico · Qatar · Roemenië · Rusland · Rwanda · Saint Kitts en Nevis · Saint Lucia · Saint Vincent en Grenadines · Salomonseilanden · Samoa · San Marino · Sao Tomé en Principe · Saoedi-Arabië · Senegal · Servië en Montenegro · Seychellen · Sierra Leone · Singapore · Slovenië · Slowakije · Soedan · Somalië · Spanje · Sri Lanka · Suriname · Swaziland · Syrië · Tadzjikistan · Tanzania · Thailand · Togo · Tonga · Trinidad en Tobago · Tsjaad · Tsjechië · Tunesië · Turkije · Turkmenistan · Uruguay · Vanuatu · Venezuela · Verenigde Arabische Emiraten · Verenigde Staten · Vietnam · Wit-Rusland · Zambia · Zimbabwe · Zuid-Afrika · Zuid-Korea · Zweden · Zwitserland